# Staatskanzlei des Kantons Bern

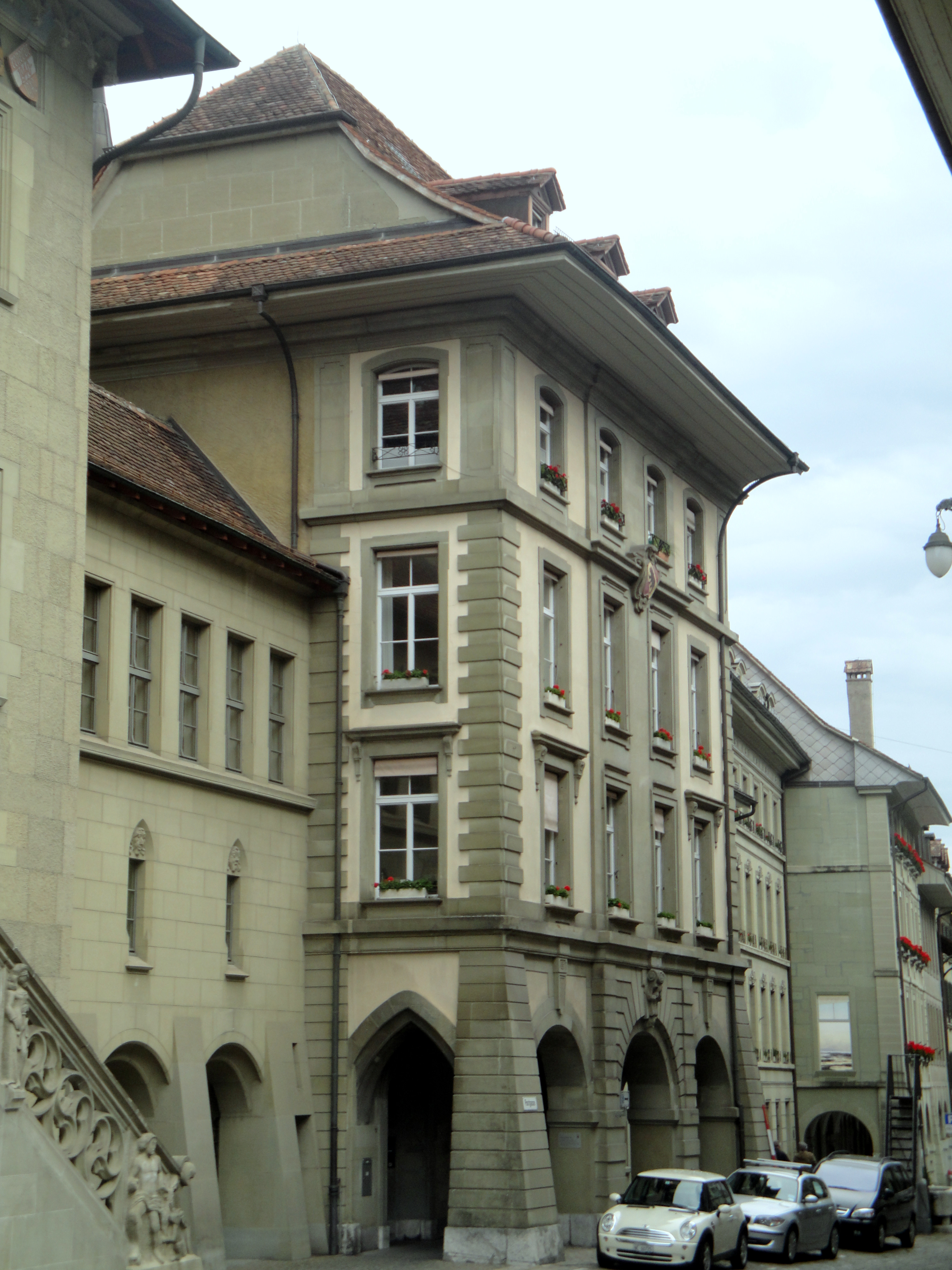
Staatskanzlei in Bern (2011)

Die Staatskanzlei des Kantons Bern, kurz STA (französisch Chancellerie d’État, CHA), ist die Stabs- und Verbindungsstelle von Exekutive (Regierungsrat) und Legislative (Grosser Rat) des schweizerischen Kantons Bern. Sie ist den sieben Direktionen der Zentralverwaltung gleichgestellt, wird aber nicht von einem Regierungsmitglied geleitet. Der Staatskanzlei steht seit 1. Januar 2013 Staatsschreiber Christoph Auer vor.

## Aufgaben
Die Aufgaben der Staatskanzlei umfassen namentlich folgende Schwerpunkte:
- politische Gesamtplanung
- Durchführung von Wahlen und Abstimmungen
- Koordination der Aussenbeziehungen und Fragen der europäischen Integration
- Information der Öffentlichkeit und Medien
- Veröffentlichung der kantonalen Erlasse
- Behandlung von Fragen der Zweisprachigkeit
- Archivierung der Geschichte und der offiziellen Dokumente über den Kanton Bern
- Gleichstellung von Frau und Mann
- Koordination der digitalen Verwaltung

## Struktur
Die Staatskanzlei gliedert sich in die folgenden Organisationseinheiten:
- Amt für Regierungsunterstützung und politische Rechte (ARP)
- Amt für Zweisprachigkeit, Gesetzgebung und Ressourcen (AZGR)
- Amt für Kommunikation (KomBE)
- Staatsarchiv (StAB)
- Fachstelle für die Gleichstellung von Frauen und Männern (FGS)

Die Geschäftsstelle Digitale Verwaltung und der Personaldienst sind direkt dem Staatsschreiber unterstellt.
Per Ende Dezember 2023 beschäftigte die Staatskanzlei 104 Mitarbeitende.

## Gebäude
Das Gebäude wurde von 1526 bis 1540 neben dem Berner Rathaus erbaut.